# Stadtrandsiedlung Malchow
La Stadtrandsiedlung Malchow (letteralmente: «insediamento suburbano di Malchow»)  è un quartiere (Ortsteil) di Berlino, appartenente al distretto (Bezirk) di Pankow.

## Storia
L'insediamento fu costruito fra il 1936 ed il 1939, ad 1 km a sud-ovest dell'attuale Malchow, oggi parte del distretto di Lichtenberg. Fino al 2001 ha fatto parte del distretto di Weißensee.